# 1970-es magyar tekebajnokság
Az 1970-es magyar tekebajnokság a harminckettedik magyar bajnokság volt. A bajnokságot november 28. és 29. között rendezték meg Budapesten, a BKV Előre pályáján.

## Eredmények
| Versenyszám  | Arany                          | Arany | Ezüst                                 | Ezüst | Bronz                          | Bronz |
| ------------ | ------------------------------ | ----- | ------------------------------------- | ----- | ------------------------------ | ----- |
| Férfi egyéni | Makkai Miklós Pápai Vasas      | 1858  | Hankó György MOM SK                   | 1813  | Horváth József Ferencvárosi TC | 1806  |
| Női egyéni   | Nádas Kálmánné Ferencvárosi TC | 873   | Szabó Szilveszterné Kőbányai Porcelán | 867   | Kiss Györgyné Ferencvárosi TC  | 866   |